# Бойове забезпечення військ
Бойове́ забезпе́чення ві́йськ — комплекс заходів, що мають на меті запобігти раптовому нападові ворога і дають можливість своєму війську своєчасно і організовано вступити в бій у найвигіднішій формі групування.

## Види бойового забезпечення
Види бойового забезпечення зазначені в Бойовому статуті.
Бойове забезпечення військ складається з розвідки, охорони, маскування, радіопротидії, протиповітряної оборони та радіаційного, хімічного та біологічного захисту.
Бойове забезпечення військ організується командирами усіх ланок відповідно до обстановки, мети і характеру бойових дій військ і здійснюється безперервно.
Бойове забезпечення — закріплена, в порядку службових інструкцій, вимог, система заходів, що створює умови для успішного виконання бойових завдань військами в зоні бойових дій. Поряд з тиловим забезпеченням, є головними і невід'ємними факторами повноцінного функціонування військ.

### Тактичнарозвідка
Збір інформації про дислокацію, озброєння, чисельності, про інженерної підготовки позицій, про систему бойової охорони, про систему зв'язку противника а також про плановані супротивником бойових діях.

### Захист від зброї масового ураження
Скорочено ЗЗМУ — комплекс заходів щодо захисту особового складу від впливу ядерної, хімічної і бактеріологічної (біологічної) зброї.

### Маскування
Комплекс заходів для приховування від противника істинного місця розташування своїх підрозділів, особового складу і бойової техніки, збереження їхньої боєздатності і забезпечення раптовості дій.

### Інженерне забезпечення
Комплекси заходів для успішного подолання перешкод на шляху наступу власних військ (наведення переправ, установка мостів, розмінування мінних загороджень, пророблення проходів в загородах, встановлених супротивником і т. д.), заходів ускладнення просування наступаючого противника (установка мінних полів, протитанкових загороджень, протипіхотних загороджень і т. д.), заходів щодо захисту особового складу і бойової техніки від вражаючого впливу вогневих засобів противника (облаштування системи окопів і траншей, капонірів для бойової техніки, бліндажів, вогневих точок тощо).

### Хімічне забезпечення
Застаріла назва. Чинна назва — Радіаційний, хімічний, біологічний захист
Комплекс заходів щодо створення підрозділам необхідних умов для виконання поставлених завдань в обстановці радіоактивного, хімічного і бактеріологічного (біологічного) зараження, а також маскування своїх дій димами і аерозолями. 
Заходи складаються з 
- радіаційної та хімічної розвідки,
- своєчасного і вмілого використання засобів індивідуального та колективного захисту,
- дозиметричного, хімічного та бактеріологічного контролю,
- спеціальної обробки з дегазації, дезактивації, дезінфекції, дезінсекції, дератизації
- а також застосування маскуючих димів та аерозолів.

### Охорона
Комплекс заходів, спрямованих на запобігання раптовому нападу противника на власні війська, а також недопущення розвідувально-диверсійних підрозділів противника в місця дислокації підрозділів власних військ. Залежно від характеру виконуваного бойового завдання підрозділами охорона може бути похідною, сторожовою, бойовою і безпосередньою. Головними елементами будь-якого виду охорони є організація вартової служби та патрулювання місцевості.

### Зв'язок
Комплекс заходів з організації зв'язку між підрозділами і командирами всіх рівнів, спрямований на успішне виконання бойових завдань, на надійне управління військами і на ефективну взаємодію між підрозділами.